# Абельмош
Абельмош (лат. Abelmoschus) — род растений семейства Мальвовые (Malvaceae). Естественный ареал рода — тропические регионы Африки и Азии, а также север Австралии.

## Описание
Мускусная трава, как назвал его Медикус. Растение представляет собой кустарник, произрастает преимущественно в Ост- и Вест-Индии. Линней причислял этот род к Hibiscus. Имеет высоту до 2 метров. Цветки диаметром 4-8 см жёлтого цвета, напоминают цветки мальвы.
Один вид этого рода, растущий в Индии, Латинской Америке и Египте, Абельмош мускатный имеет семена, сильно пахнущие мускусом, которые в торговле известны как семена абельмоши, абельмошевые, или мускусные зёрна, и находят применение в парфюмерии. Зёрна эти почковидны, с боков сплющены, 2—3 мм длиной, до 2 мм шириной, с выпуклыми коричневыми концентрическими полосками, промежутки между которыми морщинисты, тёмно-серого цвета. Кроме мускусоподобного вещества, которое находится только в оболочке зёрна и в парфюмерном производстве применяется взамен более дорогого мускуса, зерно содержит слизь, белок, жирные и эфирные масла, окрашивающее смоляное вещество и т. п.
Мускусные зёрна особенно сильно выделяют свой характерный запах при нагревании или при потирании их руками.
Абельмошевые волокна, которые в европейской торговле известны более под названием «юта», суть волокна из коры того же Hibiscus abelmoschus. Они добываются со стебля названного растения до времени созревания плодов, имеют жёлтый льняной цвет, но под влиянием сырости делаются тёмно-коричневыми (вследствие образования гуминовых веществ). По тонкости своих волокон они стоят выше лучших сортов юты, которой они по прочности уступают. В конце XIX века они начали в больших количествах употребляться для выделки разного рода тканей и легко отличаются от юты совместным присутствием клеток луба и паренхимы, между тем как у юты последних недостаёт.

## Виды
По информации базы данных The Plant List (2013), род включает 10 видов:
- Abelmoschus angulosus Wall. ex Wight & Arn.
- Abelmoschus crinitus Wall. — Абельмош косматый
- Abelmoschus esculentus (L.) Moench — Абельмош съедобный, или Бамия, или Окра, или Гомбо, или Дамские пальчики. Однолетнее травянистое растение, овощная культура.
- Abelmoschus ficulneus (L.) Wight & Arn.
- Abelmoschus hostilis (Wall. ex Mast.) M.S.Khan & M.S.Hussain
- Abelmoschus magnificus Wall.
- Abelmoschus manihot (L.) Medik. — Абельмош маниоковый, или Гибискус маниок
- Abelmoschus moschatus Medik. — Абельмош мускусный. Из семян этого растения, культивируемого в Европе, странах Азии и Центральной Америки, получают эфирное (амбреттовое) масло.
- Abelmoschus muliensis K.M.Feng
- Abelmoschus sagittifolius (Kurz) Merr. — Абельмош стрелолистный

Ещё некоторое число названий видов этого рода имеют в The Plant List (2013) статус unresolved name, то есть имеются сомнения, считать ли эти описанные виды самостоятельными либо их названия следуют свести в синонимику других видов.